# Эртан, Дениз
Дениз Эртан (тур. Deniz Ertan; род. 1 января 2004) — турецкая пловчиха, специализирующаяся в плавании вольным стилем. Бронзовый призёр чемпионата Европы 2024 года. Ранее показывала успехи в плавании брассом и в комплексном плавании. Участница Олимпийских игр.

## Биография
Дениз Эртан родилась 1 января 2004 года. Учится в школе при колледже TED в Анкаре.

## Карьера
Выступает за клуб «Фенербахче».

### 2018
На юниорском чемпионате Европы в Финляндии выступила на дистанциях 200 м и 400 м коплексным плаванием, а также 200 м брассом. Дениз заняла в этих соревнованиях 34-е, 18-е и 25-е места в квалификации, соответственно, и не прошла в следующих раунд ни в одной из дисциплин.

### 2019
На проходившем в Австрии молодёжном турнире Дениз Эртан выступила на дистанции 100 м и 200 м брассом, завоевав серебро и золото, соответственно. Она также стала второй в плавании на 200 м комплексом и выиграла золото на дистанции 400 м. На чемпионате Европы среди юниоров в Казани прошла в полуфинал только на дистанции 200 м брассом, заняв итоговое 13-е место. В других дисциплинах Эртан остановилась в квалификационном раунде — на 31-м и 14-м местах в комплексном плавании на 200 м и 400 м, а также стала 24-й в плавании на 100 м брассом. На Европейском юношеском олимпийском фестивале в Баку лучший результат показала в комплексном плавании на 200 м, став бронзовым призёром. На 400 м Дениз Эртан стала четвёртой. Она также заняла 5-е и 11-е места в плавании брассом на 400 м и 200 м, соответственно. На юниорском чемпионате мира в Будапеште лучший результат показала на дистанции 400 м комплексом, однако не преодолела квалификационный заплыв, показав 13-е время. Также она стала 24-й на 200 м комплексом, а также участвовала в плавании брассом на 100 м и 200 м, где стала, соответственно, 29-й и 21-й. На взрослом чемпионате Европы на короткой воде также не смогла пройти дальше первого раунда, став 54-й, 37-й, 32-й и 24-й в плавании на 100 м и 200 м брассом, 200 м и 400 м комплексом, соответственно. На чемпионате Турции на короткой воде в конце года завоевала две бронзы на дистанциях 200 м брассом и 400 м комплексным плаванием.

### 2021
На чемпионате Европы 2020 года в Будапеште, который был перенесён на 2021 год, Эртан стала 17-й на новой для себя дистанции 400 м вольным стилем. На чемпионате Европы среди юниоров в Италии завоевала две серебряных медали на дистанциях 400 м комплексным плаванием и 1500 м вольным стилем, а также бронзу в женской эстафете 4 по 200 метров вольным стилем.
В течение года Эртан преодолела олимпийские нормативы в плавании на 800 м и 1500 м вольным стилем, обеспечив себе право участвовать на Играх в Токио.